# Libsigc++
libsigc++ ist eine C++-Programmbibliothek. Die Bibliothek stellt einen Signal-Slot-Mechanismus bereit, eine typsichere Form von Rückruffunktionen. Bereitgestellt wird sie unter der freien Lizenz LGPL.
Die Implementierung von Rückruffunktionen ist insbesondere bei Bibliotheken für grafische Benutzeroberflächen von zentraler Bedeutung. Der Grundsatz der starken Typsicherheit in der Sprache C++ macht hierfür besondere Konzepte notwendig. Die libsigc++ realisiert einen Signal-Slot-Mechanismus mit Hilfe von C++-Templates und Funktoren.
Die erste Version von libsigc++ wurde für die gtkmm-Bibliothek entwickelt. Sie stellt ein C++-Interface für GTK+ und Gnome zur Verfügung, das beispielsweise von Inkscape benutzt wird. Jedoch verwenden auch einige andere Projekte, unabhängig von gtkmm, libsigc++. Die libsigc++ ist das Vorbild für den Signal-Slot-Mechanismus der Bibliothek Boost (Boost.Signals).

## Verweise
1. ↑  Release 3.6.0. 1. Oktober 2023 (abgerufen am 19. Oktober 2023).
2. ↑  Release 2.99.10. 10. März 2018 (abgerufen am 1. November 2018).